# Apospasta intricata
Apospasta intricata är en fjärilsart som beskrevs av Saalmüller 1891. Apospasta intricata ingår i släktet Apospasta och familjen nattflyn. Inga underarter finns listade i Catalogue of Life.